# Drosophila tsukubaensis
Drosophila tsukubaensis este o specie de muște din genul Drosophila, familia Drosophilidae, descrisă de Takamori în anul 1983. Conform Catalogue of Life specia Drosophila tsukubaensis nu are subspecii cunoscute.